# 108 (banda)
108 es una banda neoyorkina de hardcore punk, fundada en 1991. Su música reflejó la fe Hare Krishna de sus miembros; y su nombre proviene del número de cuentas en el Japa mala, o cuentas del conteo de mantras.
El grupo ha lanzado cinco álbumes de estudio hasta la fecha, siendo Fish y DiCara sus dos miembros constantes. En su trayectoria han pasado varios integrantes, los cuales han participado en bandas como: Inside Out, Shelter, Texas is the Reason, Jets to Brazil, Nails, Cro-Mags, Unearth, The Red Chord, Trap Them, Madball, Shai Hulud, Ressurection, The Judas Factor, Burn, Disembodied, Battery, Threadbare, etc.

## Historia
La banda se formó tras el quiebre de Inside Out, donde participaba el guitarrista Vic DiCara (Vraja Kishor Das) junto a Zack De La Rocha. Rob Fish (Rasaraja Dasa) se unió en la grabación del primer EP. Al igual que Cro-Mags y Antidote, 108 utilizó la Conciencia de Krishna en sus canciones, siendo parte del movimiento krishnacore.
Sus primeros álbumes Holyname (1993) y Songs of Separation (1994) fueron lanzados por Equal Vision Records. Seguido a esto, participaron en dos documentales: 108: The Final Tour y NYHC. 108 visitó Europa en 1994, realizando fechas junto a Refused, con Franklin Rhi al bajo y Lenny Greenblatt a la batería. En 1995 ya sin Kate vuelven a girar por Europa junto a Abhinanda (Banda straight edge sueca).
Luego en el año 1998 visitaron el continente nuevamente, con Dan Hornecker y el baterista Mike Paradise. El grupo se separó oficialmente en agosto del 1998, dando su último show en club neoyorkino CBGB.
Tras el quiebre de la banda, DiCara se mudó a la India para convertirse en monje. En 2005, planearon reformarse para ser parte del Hellfest anual. Debido a problemas legales, el festival se canceló a último momento. Tras eso, dieron conciertos especiales en Filadelfia. Su actividad prosiguió con el lanzamiento de la compilación Creation. Sustenance. Destruction. (Equal Vision, 2006) y el álbum A New Beat From a Dead Heart (Deathwish, 2007).
El 23 de marzo de 2010, antes del lanzamiento de 18.61, se anunció la renuncia de Rob Fish a la banda, en descontento ya que "la banda no podía redefinir sus lazos con la fe". Rob y Vic ya no forman parte de ISKCON actualmente. A pesar de esto, la banda anunció que "continuarán con toda su fuerza con una nueva dirección y enfoque". Fish se reincorporó a la banda en septiembre de 2010.
En mayo de 2016, la banda dio varios shows después de años sin tocar. El 21 de mayo, Kate "Kate-08" Reddy marcó su regreso a la banda en un concierto en Flemington, NJ. Siendo la primera vez que tocaba con la banda en viente años.
En el año 2019 tocan dos shows totalmente agotados en Brooklyn, NY. Se reedita el disco Songs of Separation con nuevo diseño. Se conmemoran los 25 años de aquel disco.
En junio de 2020, Rob Fish estrenó un EP 12" homónimo con su nueva banda: Every Scar Has A Story, por Equal Vision Records.

## Miembros
| Miembros actuales - Rob Fish (Rasaraja Dasa) – voces (1991–1996, 2005–2010, 2010–presente) - Vic DiCara (Vraja Kishor Das) – guitarras, bajo, coros (1991–1996, 2005–presente) - Kate Reddy – guitarras, coros (1993–1995, 2016–presente) - Tim Cohen (Trivikrama Dasa) – bajo (1994–1996, 2005–presente) - Mike Justian – batería (2009–presente) | Miembros anteriores - Norman Brannon (Norm Arenas) – guitarras (1991–1993) - Dan Hornecker – guitarras (1995–1996) - Antonio "Tony" Valladerez – bajo (1991–1993) - Chris Interrante (Krsna Caitanya) – bajo, sintetizador, percusión, coros (1991–1993) - Eric Daile (Ekendra Das) – bajo, sintetizador, percusión, coros (1991–1993) - Franklin Rhi – bajo (1994) - Zac Eller – batería (1991–1993) - Chris Daly – batería (1993–1994) - Lenny Greenblatt – batería (1994–1995) - Matthew Cross – batería (1995–1996) - Mike Paradise – batería (1996) - Mikal Dorado – batería (2005–2006) - Tom Hogan – batería (2006–2008) - Alan Cage – batería (2008–2009) - Glenn – ?? |

La estancia de sus miembros es difusa y aproximada. Tanto como Valladerez, Interrante, Daile y Glenn figuran como compositores y participantes de Hollyname (1993), el cual fue grabado en diciembre del 1991.

## Discografía
Álbumes de estudio
- Holyname (1993, Equal Vision)
- Songs of Separation (1994, Equal Vision)
- Threefold Misery (1996, Lost & Found)
- A New Beat from a Dead Heart (2007, Deathwish)
- 18.61 (2010, Deathwish)

EPs
- Curse of Instinct (1996, Lost & Found)
- Serve & Defy (1997, Lost & Found)
- Oneoeight (2006, autolanzado)

Álbumes en vivo
- One Path For Me Through Destiny (1997, Lost & Found)

Compilaciones
- Creation. Sustenance. Destruction. (2006, Equal Vision)

Apariciones en compilatorios
- You Deserve Even Worse (1994, Lost & Found)
- Chord Magazine CD Sampler #10 (1995, Chord)
- Punk Rock Megaexplosion (1995, Comforte)
- N.Y.H.C. Documentary Soundtrack (1996, SFT)
- Anti-Matter (1996, Another Planet)
- Violent World: A Tribute to the Misfits (1997, Caroline)
- MMIX (2009, Deathwish)
- MMX (2010), Deathwish)

Otros lanzamientos
- Spoken Words (1991)
- Demo 1992 (1992)

## Videografía
Documentales VHS
- N.Y.H.C. (1996)
- Curse Of Instinct: 108's Final Tour (2000, Reflections)